# Manon Rhéaume
Manon Rhéaume (* 24. Februar 1972 in Lac-Beauport, Québec) ist eine ehemalige kanadische Eishockeytorhüterin. Sie gilt als eine der besten weiblichen Torhüter der Welt.

## Karriere

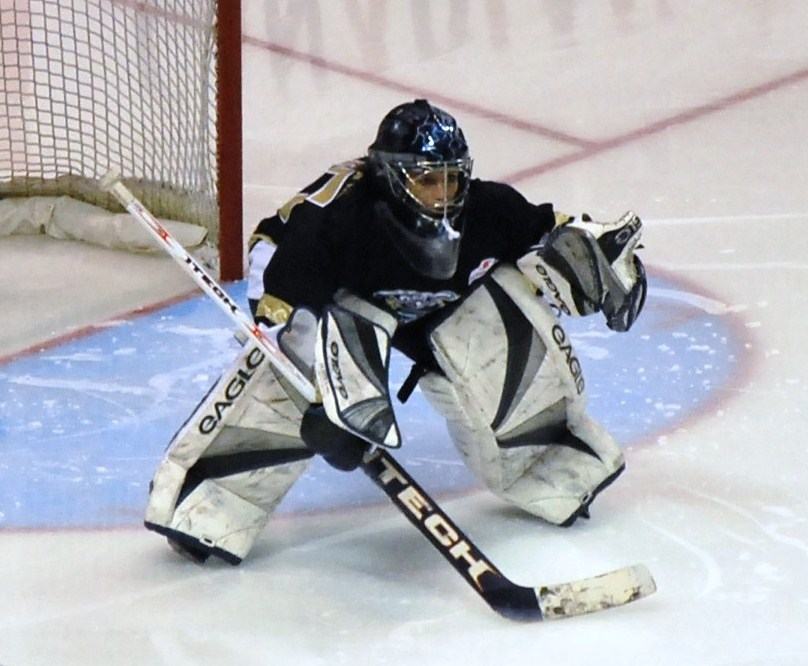
Manon Rhéaume im Trikot der Minnesota Whitecaps

Am 8. August 1992 war sie die erste Frau, die in einem Vorbereitungsspiel der National Hockey League zum Einsatz gelangte. Sie spielte für das neu gegründete Team Tampa Bay Lightning gegen die St. Louis Blues. Zuvor hatte sie, ebenfalls als erste Frau, in der höchsten Kanadischen Juniorenliga Ligue de hockey junior majeur du Québec ein Spiel für die Draveurs de Trois-Rivières absolviert. Jedoch blieb ihr der Durchbruch in sämtlichen Männerligen verwehrt, selbst in den sogenannten Minor-Leagues wurde sie nur selten eingesetzt.
Zusammen mit der kanadischen Nationalmannschaft gewann sie bei den Olympischen Winterspielen 1998 in Nagano die Silbermedaille. Bei den Weltmeisterschaften 1992 und 1994 wurde sie mit Kanada Weltmeisterin.
Ihr Bruder Pascal Rhéaume war Stammspieler in der NHL und gewann 2003 mit den New Jersey Devils den Stanley Cup.
Rhéaume ist verheiratet und hat einen Sohn.

## Erfolge und Auszeichnungen
- 1992 Goldmedaille bei der Weltmeisterschaft
- 1992 All-Star-Team der Weltmeisterschaft
- 1994 Goldmedaille bei der Weltmeisterschaft
- 1994 All-Star-Team der Weltmeisterschaft
- 1996 Goldmedaille bei der Eishockeymeisterschaft des Pazifiks
- 1998 Silbermedaille bei den Olympischen Winterspielen

## Karrierestatistik
(Legende zur Spielerstatistik: Sp oder GP = absolvierte Spiele; T oder G = erzielte Tore; V oder A = erzielte Assists; Pkt oder Pts = erzielte Scorerpunkte; SM oder PIM = erhaltene Strafminuten; +/− = Plus/Minus-Bilanz; PP = erzielte Überzahltore; SH = erzielte Unterzahltore; GW = erzielte Siegtore; 1 Play-downs/Relegation; Kursiv: Statistik nicht vollständig); Quellen: nhl.com,
WWHL, hockeycanada.ca, hockeycanada.ca